# Kuglerina
Kuglerina es un género de foraminífero planctónico de la familia Rugoglobigerinidae, de la superfamilia Globotruncanoidea, del suborden Globigerinina y del orden Globigerinida. Su especie tipo es Kuglerina rotundata. Su rango cronoestratigráfico abarcaba el Maastrichtiense medio y superior (Cretácico superior).

## Descripción
Kuglerina incluía especies con conchas trocoespiraladas, globulares, de trocospira moderadamente elevada; sus cámaras eran globulares o ligeramente ovaladas; sus suturas intercamerales eran rectas e incididas; su contorno era redondeado y lobulado; su periferia era redondeada; su ombligo era amplio y profundo, ocupando un cuarto del diámetro de la concha; su abertura principal era interiomarginal, umbilical, con el área umbilical protegida por una delicada tegilla por coalescencia de los pórticos de las cámaras precedentes; la tegilla presentaba aberturas accesorias proximales o distales; presentaban pared calcítica hialina, perforada con poros cilíndricos, y superficie fuertemente pustulosa o espinoso-papilada (muricada).

## Discusión
Algunos autores ha considerado Kuglerina un sinónimo subjetivo posterior de Rugoglobigerina. Clasificaciones posteriores hubiesen incluido Kuglerina en la superfamilia Globigerinoidea.

## Paleoecología
Kuglerina incluía especies con un modo de vida planctónico, de distribución latitudinal cosmopolita, preferentemente tropical-subtropical, y habitantes pelágicos de aguas superficiales (medio epipelágico).

## Clasificación
Kuglerina incluye la siguiente especie:
- Kuglerina rotundata †